# 梅耶塔 (堪薩斯州)
梅耶塔（英語：Mayetta）是一個位於美國堪薩斯州傑克遜縣的城市。

## 地方資料
根據2020年美國人口普查的數據，梅耶塔的面積為0.44平方千米，當中陸地面積為0.44平方千米，而水域面積為0.00平方千米。當地共有人口348人，而人口密度為每平方千米790.91人。